# ペグ・フィリップス
ペグ・フィリップス（Peg Phillips、1918年9月20日 - 2002年11月7日）は、アメリカ合衆国の女優。

## 出演作品
- ER VI　緊急救命室 第6シーズン
- たどりつけばアラスカ　Northern Exposure（1990 - 1995） - ルース=アン・ミラー 役